# Ледяные Волки
«Ледяные Волки» (укр. Хокейний клуб «Крижані Вовки») — украинский профессиональный хоккейный клуб из Киева, выступающий в Украинской хоккейной лиге. Проводит домашние матчи на ледовой арене «Шалетт».

## История
В 2017 году в Броварах на базе отделения хоккея Броварского высшего училища физической культуры был создан частный клуб «Волки». Перед началом первого сезона рассматривалось несколько вариантов расмещения: ТРЦ «Терминал» (Бровары), СК «АТЕК» (Киев), Ледовая арена «Свитанок» (село Ковалёвка Васильковского района). Выбор пал на ТРЦ «Терминал».
Первый матч в Украинской хоккейной лиге «Волки» сыграли 13 сентября 2017 года с «Донбассом».
Летом 2018 года клуб сменил название на «Ледяные Волки» и с сезона 2018/19 сотрудничает с ДЮСШ «Крижинка». После ребрендинга «Ледяные Волки» переехали на новую арену на 390 мест, расположенную на улице Города Шалетт, 6. Команда делит её с ДЮСШ «Крижинка». Бюджет команды, по словам президента клуба, составляет 2,8 миллиона гривен.

## Результаты выступлений
Источник:.
| Сезон     | Лига | И  | В | ВО | ПО | П  | З  | П   | О  | Место | Плей-офф |
| 2017—2018 | УХЛ  | 40 | 3 | 0  | 0  | 37 | 98 | 294 | 9  | 6-е   | —        |
| 2018—2019 | УХЛ  | 40 | 3 | 0  | 2  | 35 | 79 | 244 | 10 | 6-е   | —        |

## Руководство и тренерский штаб
- Президент — Андрей Хапков
- Главный тренер — Руслан Борисенко
- Тренер — Игорь Архипенко
- Тренер вратарей — Андрей Хапков